# Varierad brunbagge
Varierad brunbagge (Osphya bipunctata) är en skalbaggsart som först beskrevs av Fabricius 1775.  Varierad brunbagge ingår i släktet Osphya, och familjen brunbaggar. Enligt den svenska rödlistan är arten sårbar i Sverige. Arten förekommer i Götaland och Svealand. Artens livsmiljö är skogslandskap, jordbrukslandskap.